# Fahd Kardoud
Fahd Kardoud (ur. 21 stycznia 1990) – marokański piłkarz, grający na pozycji defensywnego pomocnika. Od 2017 roku jest wolnym graczem.

## Kariera klubowa

### KAC Kénitra (2010–2013)
Zaczynał karierę w KACu Kénitra, do tego klubu trafił 1 lipca 2010 roku z nieznanego zespołu. W tym zespole w ekstraklasie zadebiutował 22 sierpnia 2011 roku w meczu przeciwko Rai Casablanca, wygranym 1:0. Zagrał cały mecz. Pierwszą asystę zaliczył 17 listopada 2012 roku w meczu przeciwko Olympique Khouribga, wygranym 1:0. Asystował przy golu w 67. minucie. Łącznie w tym okresie gry w zespole z Al-Kunajtiry zagrał 37 meczów i dwukrotnie asystował.

### FUS Rabat (2013–2015)
5 lipca 2013 roku został zawodnikiem FUSu Rabat. W stołecznym zespole zadebiutował 23 sierpnia w meczu przeciwko FARowi Rabat, wygranym 0:1. Fahd Karkoud zagrał całą drugą część spotkania. Z klubem z Rabatu zdobył w sezonie 2014/2015 puchar Maroka. Łącznie w FUSie rozegrał 14 spotkań.

### Powrót do KACu (2015–2017)
1 lipca 2015 roku Karkoud wrócił do Kénitry. Ponownie w tym zespole zadebiutował dopiero 17 listopada 2016 roku (w poprzednim sezonie jedynie dwukrotnie siedział na ławce) w meczu przeciwko Ittihadowi Tanger, przegranym 0:2, grając cały mecz. Łącznie w latach 2015–2017 zagrał dla KACu w 5 spotkaniach.

### Dalsza kariera (2017–)
17 stycznia 2017 roku dołączył do Mouloudii Wadżda.
Od 1 lipca 2017 roku jest wolnym zawodnikiem.